# Norman, Oklahoma
Norman je grad u američkoj saveznoj državi Oklahomi. Grad upravno pripada okrugu Cleveland čije je i središte.

## Zemljopis
Norman se nalazi u središnjem dijelu Oklahome, oko 20 km od Oklahoma Cityja čije je i predgrađe. 
Grad se prostire na 490.8 km² od čega je 458.4 km² kopneno područje, dok vodenih površina ima 32.4 km² što je 4,24% od ukupne površine.

## Povijest
Regija Oklahome je postala dio Sjedinjenih Država kupovinom Lousiane 1803. godine. Prije američkog građanskog rata početkom 1861. godine, vlada Sjedinjenih Država počela je preseljenje indijanskih plemena poznatih i kao Pet cililnih plemena,  službeno priznatih putem ugovora, u Oklahomi. Područje danas poznato kao Norman bilo je dodijeljeno indijancima po ugovorima iz 1832. i 1833. godine.

## Stanovništvo
Prema popisu stanovništva iz 2000. godine grad je imao 95.694 stanovnika, 38.834 domaćinstava i 22.562 obitelji koje su živjele na području grada, prosječna gustoća naseljenosti bile je 208,7 stan./km².
Prema rasnoj podjeli u gradu živi najviše bijelaca kojih ima 82,36%, druga najbrojnija rasa su Afroamerikanaci kojih ima 4,26%, dok su treća po brojnosti rasa Indijanaca kojih ima 4,45%.
Prema procjenama iz 2009. godine u Normanu živi 106.957 stanovnika, te je po broju stanovnika treći najveći grad u Oklahomi odmah iza Tulse i Oklahoma Cityja.

## Školstvo
Norman je dom University of Oklahoma, najvećeg sveučilišta u državi s otprilike 30.000 upisanih studenata. Sveučilište je osnovano 1890.godine, prije nego što je Oklahoma stekla državnost. Sveučilišni uključuje Norman i Oklahoma City kampusa s tim da se glavni kampus nalazi u Normanu.

## Gradovi prijatelji
- Clermont-Ferrand, Francuska
- Colima, Col., Meksiko
- Seika, Japan
- Arezzo, Italija

## Poznate osobe
- Lester Lane američki košarkaš
- Candy Clark, glumac
- James Garner, glumac
- Vince Gill, pjevač
- Karl Guthe Jansky, fizičar
- Eugene Stanley, fizičar

## Vanjske poveznice
- Službene stranice grada  Arhivirana inačica izvorne stranice od 28. ožujka 1997. (Wayback Machine)